# Lambi (Kos)

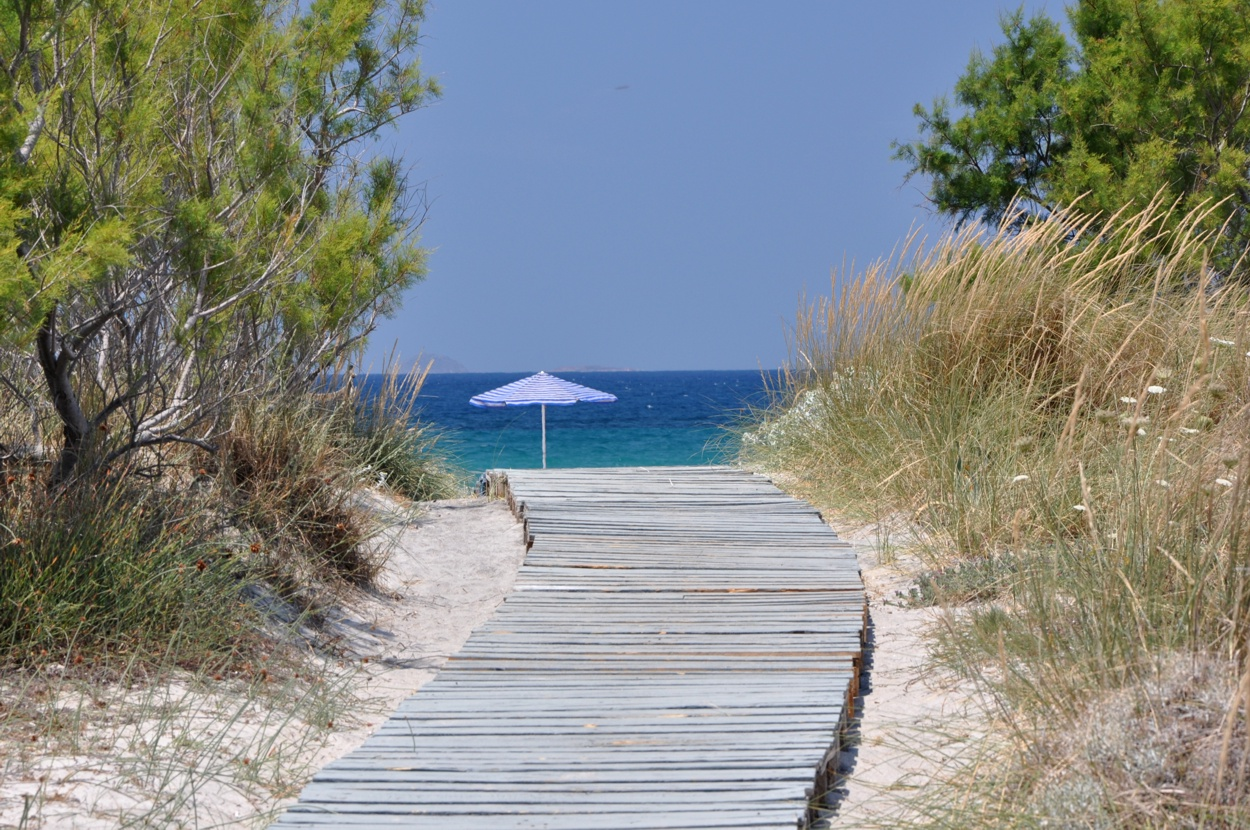
Blick zu einem Strandabschnitt

Lambi (griechisch Λάμπη (f. sg.)) ist eine Ansiedelung auf der griechischen Insel Kos, welche an der nordöstlichsten Spitze der Insel liegt, bei Kap Ammoudia. Kap Ammoudia (auch Kap Skandari genannt) bildet wiederum den nordöstlichen Teil des Golf von Kos.

## Lage, Geographie, Verkehr
Lambi liegt rund 1,5 Kilometer Luftlinie nördlich der Stadt Kos auf etwa 0 bis 6 Meter über Meer. Lambi ist durch Buslinien mit Kos gut angebunden.

## Geschichte
Auf Karten der Britischen Admiralität aus dem 19. Jahrhundert sind auf dem Gebiet von Lambi zahlreiche Windmühlen eingezeichnet bzw. erwähnt. Der Ort Lambi wurde 1936 als ländliche Mustersiedlung der italienischen Besatzungsmacht auf der Insel Kos für italienische Siedler gegründet. Diese Mustersiedlung wurde zuerst Torre di Lambi  genannt. Neben Lambi wurde auf Kos als zweite Siedlung das Dorf Anguillara angelegt, das heutige Linopotis. Diese Mustersiedlungen waren eine langfristig geplante Maßnahme im Rahmen der von den italienischen Faschisten propagierten agrokulturellen Kolonisierung (siehe auch hierzu: Italienische Ägäis-Inseln 1912–1943). Die Schaffung solcher ländlicher Siedlungen auf Kos und anderen Inseln sowie in Italien wurde zwischen 1928 und 1934 auch als Beschäftigungsmaßnahme für Arbeitslosen genutzt.

## Bevölkerung und politische Gliederung und Sehenswürdigkeiten
Lambi ist heute ein Vorort der Stadt Kos (Κως), die gesamt 19.432  Einwohnern (2011) aufweist. Bekannt ist die Lambi Beach (öffentlicher Strand, auch Alikarnassos genannt), die sich vom Hafen Mandraki der Stadt Kos bis zum Kap Ammoudia und von dort in Richtung Tigaki zieht. Aufgrund der schnellen Erreichbarkeit ist Lambi Beach bei Einheimischen wie Touristen beliebt, wobei das Strandleben in Richtung Cap Ammoudia immer ruhiger wird.